# マーディア十字軍
マーディア十字軍またはバルバリア十字軍は、1390年にチュニジアに上陸した、フランス王国軍とジェノヴァ共和国軍による十字軍。ハフス朝の都市マーディアを包囲したが、成功しないまま撤退した。フロワサールの年代記などでは、これが最後の十字軍であるなどと言った評価を与えている。

## 背景
百年戦争の小康期にあったこのころ、フランスの騎士は名声を得る場を求めていた。そこでジェノヴァの使節がフランス王シャルル6世に十字軍の話を持ち掛けた。当時北アフリカ沿岸ではムスリムのバルバリア海賊が猛威を振るい、海洋国家ジェノヴァは少なからぬ被害を受けていた。その海賊の拠点が、バルバリア海岸のマーディアだった。ジェノヴァは既に軍船、物資、1万2000人の弓兵、8000人の歩兵をそろえており、あとはフランスの騎士の参加を待つだけだった。ジェノヴァ元首アントニオット・アドルノがこの遠征を十字軍と位置づけたことで、参加者は名声を得る機会を与えられ、借金の返済を猶予され、訴訟を免除され、教皇からの贖宥も与えられた。フランス騎士に若干のイングランド騎士も加わり、ブルボン公ルイ2世率いる騎士は、合わせて1500人に膨れ上がった。

## マーディア包囲
十字軍の総勢は、騎士と歩兵を合わせて5000人、船乗り1000人と推計されている。当時の教皇庁は大分裂のただなかであったが、十字軍にはローマのボニファティウス9世とアヴィニョンのクレメンス7世の両陣営から代表の聖職者が派遣されてきて、出発する十字軍を祝福した。60隻の軍船から成る艦隊は1390年7月1日にジェノヴァを発ち、同月末にマーディア付近に抵抗を受けないまま上陸に成功した。それから2か月をかけて、十字軍は陣営を設営し、マーディアを包囲したが、有用な攻城兵器を持ってきていなかったため城壁を破ることができなかった。ここで、伝えられるところでは4万を数えたというスルターンのアブールアッバース・アフマド2世率いるハフス朝軍が到着した。ここにはベジャイアやトレムセンの王たちも参加していた。彼らは十字軍との会戦は避けつつ、襲撃を繰り返した。そのため十字軍側は、自分の陣営の周りにも城壁を巡らせなければならなかった。ベルベル人の王たちから派遣され十字軍の陣営を訪れた使節団は、自分たちが悩ませているのはジェノヴァ人だけなのに、なぜフランス人が攻撃してくるのかと尋ねた。十字軍側が使節に対し「イエス・キリストという神の子を磔にして死に至らしめた」不信心者だと罵ると、使節は「それはユダヤ人がやったことであって自分たちがやったことではない」といって嘲った。ここに交渉は決裂した 。
十字軍はハフス朝の救援軍と接敵するたびに多くの敵を殺したが、次第に疲弊して撤退を余儀なくされた。包囲は一向に終わりが見えず、補給も滞り始めていたためである。最後の強襲が失敗すると、彼らも交渉の席につかざるを得なかった。一方ベルベル人側も、重装備のヨーロッパ人と戦って勝つことができないのは認識しており、両陣営とも敵対関係を解消することを望んでいた。

## 包囲戦の終結
ジェノヴァとハフス朝の間で和平条約が結ばれ、10年の休戦と、マーディアがジェノヴァとルイ2世に対し15年間貢納することが定められた。またバルバリア海岸の海賊も減らされた。10月半ば、十字軍はジェノヴァに帰還した。この遠征で死亡したのは騎士274人、全軍の兵士のうち2割ほどだった。

## その後
戦争終結後、両陣営が勝利を祝った。ベルベル人たちは侵略者を撃退し、ジェノヴァは海賊の脅威を減らすことができたからである。フランスの騎士たちも目に見えた成果は得られなかったものの、十字軍に参加したこと自体が名誉となった。しかしながら、彼らヨーロッパ人はこの「宗教的な騎士道冒険」から重要な教訓を得ることを怠った。異なる環境への準備不足、巨大な攻城兵器の不足、敵の過小評価、内部抗争といった問題は、そのまま6年後のニコポリス十字軍に受け継がれ、壊滅的な敗北をもたらすことになる。

## 著名な参加者
- ブルボン公ルイ2世
- ウー伯フィリップ・ダルトワ
- ジャン・ド・ヴィーヌ
- アンゲラン7世・ド・クシー
- ヌヴェール伯ジャン1世
- ジョン・ボーフォート
- ジェフリー・ブシコー
- ジャン・ダルクール7世
- ヘンリー・スクループ
- ジャン・ド・ベタンクール